# (375) Úrsula
(375) Úrsula es un asteroide perteneciente al cinturón de asteroides descubierto el 18 de septiembre de 1893 por Auguste Honoré Charlois desde el observatorio de Niza, Francia.
Se desconoce la razón del nombre.

## Características orbitales
Úrsula orbita a una distancia media del Sol de 3,126 ua, pudiendo alejarse hasta 3,457 ua. Tiene una excentricidad de 0,106 y una inclinación orbital de 15,94°. Emplea 2018 días en completar una órbita alrededor del Sol.